# Дзенцьолово (Західнопоморське воєводство)
Дзенцьолово (пол. Dzięciołowo) — село в Польщі, у гміні Тихово Білоґардського повіту Західнопоморського воєводства.
Населення — 238 осіб (2011).
У 1975-1998 роках село належало до Кошалінського воєводства.

## Демографія
Демографічна структура станом на 31 березня 2011 року:
|          | Загалом | Допрацездатний вік | Працездатний вік | Постпрацездатний вік |
| -------- | ------- | ------------------ | ---------------- | -------------------- |
| Чоловіки | 116     | 36                 | 77               | 3                    |
| Жінки    | 122     | 35                 | 69               | 18                   |
| Разом    | 238     | 71                 | 146              | 21                   |